# Crkva Bezgrešnog Začeća Blažene Djevice Marije (Mače)
Crkva Bezgrešnog Začeća Blažene Djevice Marije  je rimokatolička crkva u općini Mače zaštićeno kulturno dobro.

## Opis dobra
Jednobrodna župna crkva Bezgrešnog Začeća Blažene Djevice Marije, smještena je uz glavnu prometnicu naselja Mače. Križni tlocrt crkve čine pravokutna lađa, neznatno uže svetište, dvije polukružne bočne kapele, zvonik sa sakristijom smješten između južne kapele i svetišta. U pisanim izvorima crkva se spominje prvi puta 1444. godine. Župni dvor u Maču je posljednji primjer drvene župne kurije u Krapinsko-zagorskoj županiji. Smješten je jugozapadno od crkve prema kojoj je okrenut dužim, sjevernim pročeljem u čijoj se sredini nalazi i glavni ulaz.

## Zaštita
Pod oznakom Z-2234 zavedena je kao nepokretno kulturno dobro - pojedinačno, pravnog statusa zaštićena kulturnog dobra, klasificirano kao "sakralna graditeljska baština".